# Brixidiini
Los brixidiínos (Brixidiini) son una tribu de insectos hemípteros del suborden Archaeorrhyncha. Tiene los siguientes géneros.

## Géneros
- Brixidia[1]